# 中国2010年上海世界博览会比利时-欧盟馆
31°11′10″N 121°28′37″E / 31.1861511°N 121.4769781°E
中国2010年上海世界博览会比利时－欧盟馆是2010年上海世博会上代表比利时和欧盟的展馆，位于世博园区C片区，面积5250平方米。展馆分为比利时展区与欧盟展区两部分，主题分别为“运动与互动”和“智能欧洲”。由于欧盟总部设在比利时布鲁塞尔，且在世博会举办期间的2010年7月开始比利时还会担任欧盟轮值主席国，因而比利时馆便划分出了1000平方米给欧盟。这也是欧盟第一次参加在欧盟以外地区举办的世界博览会。
比利时－欧盟馆的特色是其内部连通各个展厅的“脑细胞”造型，用以象征比利时是欧洲拉丁文化、日耳曼文化与盎格鲁-撒克逊文化的汇集点。
展馆将设有一个“巧克力工厂”，观众能够在此得到免费发放的巧克力。此外，展馆会展出来自“钻石之都”比利时安特卫普省的钻石，其中最知名的是重达603克拉、价值1240万美元的“莱索托诺言”（Lesotho Promise）。